# تیم ملی فوتبال روسیه
تیم ملی فوتبال روسیه یک تیم بین‌المللی فوتبال است که به نمایندگی از کشور روسیه به میدان می‌رود. این تیم در سال‌های ۱۹۹۴، ۲۰۰۲، ۲۰۱۴ و به عنوان میزبان در ۲۰۱۸ به جام جهانی فوتبال راه یافته‌است و در مرحله یک چهارم پایانی از تیم ملی فوتبال کرواسی در ضربات پنالتی شکست خورد و حذف شد.
تیم ملی فوتبال روسیه، جایگزین تیم ملی فوتبال شوروی است. پس از فروپاشی اتحاد جماهیر شوروی، این تیم نخستین بازی خود را در ۱۶ اوت ۱۹۹۲ در برابر مکزیک انجام داد که آن را با نتیجه ۲ بر صفر برنده شد.
اولین بازی بین المللی روسیه مقابل تیم ملی فنلاند بود که با نتیجه ۲ بر ۱ شکست خورد ، این بازی در استکهلم، سوئد در تاریخ ۳۰ ژوئن ۱۹۱۲ برگزار شد.
بزرگترین شکست که دومین بازی ملی (دومین شکست) این تیم بود، ۱۶ بر ۰ درمقابل تیم ملی آلمان بود؛ که در تاریخ، ۱ ژوئیه ۱۹۱۲، در استکهلم، سوئد رخ داد.

## ترکیب کنونی

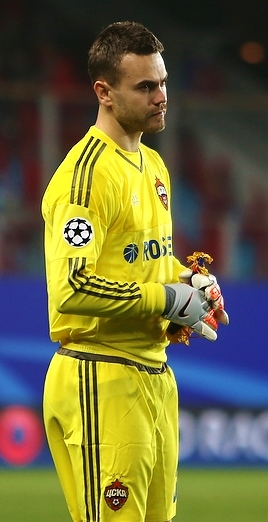
ایگور اکینفیف دروازه بان تیم ملی روسیه

1. ↑  "The FIFA/Coca-Cola World Ranking". FIFA. 6 آوریل 2023. Retrieved 6 April 2023.